# Dizzy Reed
Dizzy Reed, eg. Darren Reed, född 18 juni 1963 i Hinsdale, Illinois, är en amerikansk musiker, mest känd som keyboardist i rockbandet Guns N' Roses. Han har spelat med bandet sedan 1990. Han har även hjälpt Duff McKagan, Slash och Gilby Clarke med deras soloprojekt.